# Peristera Peak
Der Peristera Peak (englisch; bulgarisch връх Перистера wrach Peristera) ist ein 2250 m hoher und felsiger Berg im westantarktischen Ellsworthland. Im Owen Ridge, dem südlichsten Teil des Hauptkamms der Sentinel Range im Ellsworthgebirge, ragt er 3,67 km südsüdöstlich des Mount Inderbitzen, 3,9 km westlich bis nördlich des Marze Peak, 3,1 km nördlich des Lishness Peak und 21,1 km ostnordöstlich des Bergison Peak auf. Der Nimitz-Gletscher liegt südwestlich, der obere Abschnitt des Wessbecher-Gletschers nordöstlich von ihm.
US-amerikanische Wissenschaftler kartierten ihn 1961 und 1988. Die bulgarische Kommission für Antarktische Geographische Namen benannte ihn 2014 nach der mittelalterlichen Festung Peristera im Süden Bulgariens.